# Australian Open 1979
Wielkoszlemowy turniej tenisowy Australian Open w 1979 roku rozegrano w Melbourne w dniach 24 grudnia - 2 stycznia.

## Zwycięzcy

### Gra pojedyncza mężczyzn
- Guillermo Vilas (ARG) - John Sadri (USA) 7:6, 6:3, 6:2

### Gra pojedyncza kobiet
- Barbara Jordan (USA) - Sharon Walsh (USA) 6:3, 6:3